# Phaeosphaeria occulta
Phaeosphaeria occulta är en svampart som först beskrevs av Lind, och fick sitt nu gällande namn av Leuchtm. 1984. Phaeosphaeria occulta ingår i släktet Phaeosphaeria och familjen Phaeosphaeriaceae.  Arten är reproducerande i Sverige. Inga underarter finns listade i Catalogue of Life.